# Kawaii Lab.
Kawaii Lab. (jap. カワイイラボ zapis stylizowany KAWAII LAB.) – japoński projekt ASOBISYSTEM uruchomiony w 2022 roku, mający na celu produkcję nowego pokolenia idolek, które będą aktywne na globalnej scenie. Producentem generalnym jest modelka, osobowość telewizyjna oraz była idolka Misa Kimura, która słynie z zamiłowania do kultury idoli.
KAWAII LAB. ma na celu rozpowszechnianie japońskiej kultury idoli na całym świecie, tworząc i pielęgnując nowe grupy nie tylko w Tokio, ale także w całym kraju.

## Podsumowanie
Projekt ma na celu odkrywanie, pielęgnowanie i tworzenie idolek, które będą występować na światowej scenie, na podstawie koncepcji „Od Harajuku do świata”.
Główna producentka Misa Kimura była początkowo zainteresowana produkcją idolek oraz zaangażowana w wybór członkiń i tworzenie koncepcji za kulisami grupy Musubism (2014-2017), ale została zachęcona przez prezesa ASOBISYSTEM Yusuke Nakagawę i członkinie, aby sama została liderką. Po rozpadzie Musubism nadal odgrywała rolę doradczą innej grupy, IDOLATER (utworzonej w 2019 roku) i często była proszona przez Nakagawę o stworzenie idolek.
Nakagawa powiedział, że dostrzegł rozmach k-popu podczas pandemii koronawirusa i stwierdził, że zamiast konkurować z nim bezpośrednio, lepiej byłoby stworzyć japońskie idolki skupione wokół kultury „KAWAII”, biorąc pod uwagę, że naszym głównym celem jest zarządzanie dziewczynami. Aby to osiągnąć, uznał, że ważne jest, aby producent posiadał historię, więc złożył ofertę Kimurze, która ma doświadczenie zarówno jako modelka, jak i idolka.
Około czerwca 2021 roku Kimura przyjęła ofertę Nakagawy, a 14 lutego 2022 ogłoszono rozpoczęcie projektu.

Komentarz Misy Kimury

„Jestem podekscytowana możliwością zaangażowania się w produkcję idolek. To zawsze było moje marzenie! Jestem również podekscytowana tym, jak świat idolek będzie się rozwijał w przyszłości. Zrobię wszystko, co w mojej mocy, aby zapewnić widzom mnóstwo emocji dzięki KAWAII LAB.”.

## Grupy

### Obecne
- Fruits Zipper (utworzona w 2022)
- Candy Tune (utworzona w 2023)
- Sweet Steady (utworzona w 2024)
- Cutie Street (utworzona w 2024)

### Byłe
- Idolater (od 2022 do 2023)

## Kawaii Lab. Mates
Kawaii Lab. Mates (jap. カワラボメイツ zapis stylizowany KAWAII LAB. MATES) – termin określający grupę członkiń (stażystek) nowej generacji, które chcą poprawić swoje wyniki i dalej doskonalić swoje indywidualności, aby w przyszłości zadebiutować w KAWAII LAB..

## Członkinie Kawaii Lab. Mates

### Obecne stażystki
| Imię i nazwisko   | Imię i nazwisko | Data urodzenia       | Miejsce urodzenia   | Narodowość | Uwagi                                                        | Przy.              |
| Karen Abe         | 阿部 かれん     | 2 lutego 2000        | prefektura Osaka    | Japonia    | Była członkini Hakoiri♡Musume, bob up. i mai mai             | [ 8 ] [ 9 ] [ 10 ] |
| Ami Morita        | 森田 あみ       | 6 lutego 2008        | Tokio               | Japonia    |                                                              |                    |
| Cocona Arai       | 新井 心菜       | 18 grudnia 2008      | Tokio               | Japonia    | Członkini Hi-Fi GIRLs PROJECT                                | [ 11 ]             |
| Konomi Kato       | 加藤 好実       | 17 października 2004 | Tokio               | Japonia    | Uczestniczka Produce 101 Japan The Girls (zajęła 80 pozycję) |                    |
| Runa Kawagishi    | 川岸 瑠那       | 29 kwietnia 2001     | Tokio               | Japonia    | Uczestniczka Produce 101 Japan The Girls (zajęła 77 pozycję) |                    |
| Kurumi Tsukishiro | 月代 来実       | 9 sierpnia 2001      | prefektura Saitama  | Japonia    | Była członkini D☆EGGS、Loveme Kissme、IDOLATER               |                    |
| Lilica Tsuji      | 辻 りりか       | 17 maja 2007         | prefektura Chiba    | Japonia    |                                                              |                    |
| Kohaku Nakayama   | 中山 こはく     | 30 lipca 2008        | prefektura Kanagawa | Japonia    |                                                              |                    |
| Sora Hagita       | 萩田 そら       | 16 sierpnia 2005     | prefektura Kanagawa | Japonia    |                                                              |                    |

### Debiutujące stażystki
| Imię i nazwisko  | Imię i nazwisko | Data urodzenia       | Miejsce urodzenia    | Narodowość | Uwagi                                                                            | Przy.                       |
| Ayu Okuda        | 奥田 彩友       | 7 stycznia 2001      | prefektura Fukui     | Japonia    | Była członkini IDOLATER i półfinalistka „Miss iD2017” Debiut w SWEET STEADY      | [ 12 ]                      |
| Yui Otoi         | 音井 結衣       | 9 stycznia 2001      | prefektura Aichi     | Japonia    | Była członkini notall Debiut w SWEET STEADY                                      | [ 13 ]                      |
| Natsuka Kurita   | 栗田 なつか     | 19 lipca 2002        | prefektura Kioto     | Japonia    | Była członkini W. / Double V i KAWAII LAB. MATES Debiut w SWEET STEADY           | [ 14 ] [ 3 ]                |
| Rise Shiokawa    | 塩川 莉世       | 31 lipca 2000        | prefektura Yamanashi | Japonia    | Była członkini Soreyuke! FARM i Tenkou Shoujo* Debiut w SWEET STEADY             | [ 15 ]                      |
| Mayumi Shiraishi | 白石 まゆみ     | 27 grudnia 2000      | Tokio                | Japonia    | Była członkini Tokyo flavor i KAWAII LAB. MATES Debiut w SWEET STEADY            | [ 16 ] [ 17 ]               |
| Nagisa Shoji     | 庄司 なぎさ     | 29 października 2000 | Hokkaido             | Japonia    | Była członkini AKB48 Kenkyuusei, HARP STAR i WANCHAN ARENA Debiut w SWEET STEADY | [ 18 ] [ 19 ] [ 20 ]        |
| Mia Yanagawa     | 柳川 みあ       | 11 lutego 2001       | prefektura Chiba     | Japonia    | Była członkini Glitter Piece, Zenryoku Shoujo R i Tiam Debiut w SWEET STEADY     | [ 21 ] [ 22 ]               |
| Sakina Yamauchi  | 山内 咲奈       | 29 lutego 2004       | prefektura Osaka     | Japonia    | Była członkini WONFAS! i KAWAII LAB. MATES Debiut w SWEET STEADY                 | [ 23 ] [ 3 ]                |
| Miyu Umeda       | 梅田 みゆ       | 13 września 2004     | prefektura Kumamoto  | Japonia    | Była członkini Lapilaz Debiut w CUTIE STREET                                     | [ 24 ] [ 25 ]               |
| Emiru Kawamoto   | 川本 笑瑠       | 22 kwietnia 2002     | prefektura Kanagawa  | Japonia    | Była członkini amorecarina tokyo, TokyoCuteCute i HO6LA Debiut w CUTIE STREET    | [ 25 ] [ 26 ] [ 27 ] [ 28 ] |
| Nagisa Manabe    | 真鍋 凪咲       | 28 czerwca 2004      | prefektura Kanagawa  | Japonia    | Debiut w CUTIE STREET                                                            | [ 25 ]                      |

### Byłe stażystki
| Imię i nazwisko | Imię i nazwisko | Data urodzenia   | Miejsce urodzenia | Narodowość | Uwagi                                                   | Przy.  |
| Ayumi Hashimoto | 橋本 歩美       | 19 czerwca 2005  | Tokio             | Japonia    | Wycofała się 26 grudnia 2023, aby skupić się na nauce   | [ 29 ] |
| Riko Imai       | 今井 りこ       | 2 listopada 2001 | prefektura Kioto  | Japonia    | 31 lipca 2024 zakończyła współpracę z KAWAII LAB. MATES | [ 30 ] |

## Historia

### Kawaii Lab.
Pierwszą grupą projektu KAWAII LAB. był IDOLATER, utworzony w 2019 roku. Grupa dołączyła do niego w 2022 roku i rozwiązała w 2023 roku.
FRUITS ZIPPER, utworzona w 2022 roku, to kolejna grupa projektowa, której piosenka „Watashi no Ichiban Kawaiitokoro” (わたしの一番かわいいところ) stała się viralowa na TikToku.
W 2023 powstała trzecia grupa CANDY TUNE po przesłuchaniu „KAWAII LAB. AUDITION 2022”.
Pod koniec stycznia 2024 roku ujawniono osiem stażystek KAWAII LAB. MATES, które dołączą do nowo powstałej grupy SWEET STEADY.
30 lipca KAWAII LAB. ogłosiło, że stażystki Kawaii Lab. Mates Miyu Umeda, Emiru Kawamoto i Nagisa Manabe dołączyły do debiutującej w sierpniu 2024 roku grupy CUTIE STREET.

### Kawaii Lab. Mates
21 listopada 2023 do grupy dołączyło 15 członkiń, w tym osoby z doświadczeniem idola i scenicznym, a także te, które przeszły przesłuchanie „KAWAII LAB. AUDITION 2023”.
Ich pierwsze solowe wydarzenie odbyło się 14 stycznia 2024 roku w Shangri-La Shimokitazawa.
23 stycznia 2024 ogłoszono, że osiem stażystek utworzy nową grupę dziewcząt SWEET STEADY w KAWAII LAB..
Spośród ośmiu dziewczyn trzy stażystki KAWAII LAB. MATES dołączyły do grupy CUTIE STREET debiutującej w sierpniu 2024 roku w KAWAII LAB..